# 輝月あんり
輝月 あんり（きづき あんり、1994年2月4日 - ）は、日本の元AV女優。ファンスタープロモーション所属。2017年7月、ティーパワーズに移籍。

## 略歴・人物
- 埼玉県出身[3]。2015年1月、アダルトビデオメーカー・プレステージの専属女優としてデビュー。

- 同年12月よりアイデアポケット、2016年11月よりSODクリエイトの専属となった。

- 2018年4月3日、自身の新しい自身のツイッターで天木ゆう（あまきゆう）への改名を報告。
- 以降は独占配信レーベル「U-NEXT」の「マドンナ俱楽部」専属女優として活動する。
- 2020年から中国のアダルトビデオメーカーの作品に出演している。

趣味はLEGO作り。
2020年6月、サイゾー主催のオールタイム「好きなAV女優アンケートトーナメント」にノミネート。

## 出演作品

### アダルトDVD
2015年
- 新・素人娘、お貸しします。 VOL.29（1月21日、プレステージ）
- 一泊二日、美少女完全予約制。 第二章 〜輝月あんりの場合〜（2月20日、プレステージ）
- （素）シロウトTV × PREMIUM 18（3月20日、プレステージ）他出演:北野のぞみ、一色里桜、宮地藍、北川怜、吉川蓮、長谷川るい ほか
- 輝月あんりの、いっぱいコスって萌えてイこう!（3月20日、プレステージ）
- 人生初・トランス状態 激イキ絶頂セックス（4月22日、プレステージ）
- 輝月あんりがご奉仕しちゃう♥超最新やみつきエステ（5月22日、プレステージ）
- 天然成分由来 輝月あんり汁120％（6月10日、プレステージ）
- 風俗タワー 性感フルコース3時間SPECIAL（7月21日、プレステージ）
- なまなかだし（8月11日、プレステージ）
- 部活の先生は、僕達の性処理ペット。 012（9月19日、プレステージ）
- FIRST IDEAPOCKET 濡れが止まらない超敏感スレンダー長身美脚美女IP緊急参戦!（12月19日、アイデアポケット）

2016年
- ハメられた新人美女RQ 断り切れず枕営業を虐げられる美裸体（1月19日、アイデアポケット）
- 輝月あんり 8時間 BEST PRESTIGE PREMIUM TREASURE（9月19日、プレステージ）※総集編
- 彼女はアナタのいいなり ヤリたい放題ヴァーチャル淫乱SEX 解禁!言われるがままに初パイパンまで!（2月19日、アイデアポケット）
- タイトスカート塾講師の誘惑授業（3月19日、アイデアポケット）
- スカウトされ風俗嬢・AV女優になった女 金・愛・心・身体 この街では全部繋がってる（4月19日、アイデアポケット）
- 素人さんと一緒にドッキリ敢行!! 輝月あんりのハプニングSEX あんりちゃん、どうか怒らないで下さいね!（5月19日、アイデアポケット）
- もう終わりにして下さい… 汚された人気局アナの無限輪姦地獄（6月19日、アイデアポケット）
- 刺激的なTバックの淫らな誘惑見て見ぬふりしても高まる性欲 Tバック5オムニバスSTORY（7月19日、アイデアポケット）
- 240分W本指名SPECIAL 極上風俗 4本番+ピンサロ 豪華共演 驚愕の全6コース!（8月1日、アイデアポケット）共演:桐嶋りの
- 集団レ○プに遭った輝月あんり(本人) 飲み会泥酔ver. 剃毛!放尿!スパンキング! 危険すぎる輪姦! 度肝を抜かれる衝撃の問題作品!（9月19日、アイデアポケット）
- 都内某エステ店で盗撮された輝月あんり オイルマッサージに召されたAV女優の一部始終を隠し撮り! (10月25日、アイデアポケット)
- SODに来て、AV女優として一線越えた気がします（11月10日、SODクリエイト）
- あらわ 本気のセックス 今まで監督と台本に従ってセックスをしてきたわたしですが、初めて自分の意志でセックスしました… 「わたしがしたいからするの、だから、見てほしい」（12月22日、SODクリエイト）

2017年
- 女優力(じょゆうりょく) AVで1番抜けるのは、本気で感じている女の表情である－（1月19日、SODクリエイト）共演:大槻ひびき

### イメージDVD
- Anri Shining Moon・輝月あんり（2015年8月13日、REbecca）
- エロキュート（2015年10月30日、オルスタックソフト販売）